# Lahitte
Lahitte település Franciaországban, Gers megyében. Lakosainak száma 233 fő (2022. január 1.). Lahitte Leboulin, Marsan és Montégut községekkel határos.

## Népesség
A település népességének változása:
| Lakosok száma | 134  | 148  | 182  | 239  | 256  | 259  | 247  | 232  | 228  | 233  |
|               | 1968 | 1982 | 1990 | 2006 | 2013 | 2015 | 2017 | 2019 | 2020 | 2022 |